# 帰還 (ル＝グウィン)
『帰還』（きかん、原題: Tehanu）は、アメリカの作家アーシュラ・K・ル＝グウィン（1929年 - 2018年）が1990年に発表したファンタジー小説。『影との戦い』（1968年）に始まる『ゲド戦記』シリーズの第四作である。なお、シリーズ名『ゲド戦記』の表記は日本語版独自の呼び名であり、英語版では "Books of Earthsea"、"Earthsea Cycles" などと呼ばれる。
架空の多島海世界アースシーを舞台にした『ゲド戦記』シリーズは、『影との戦い』、『こわれた腕環』、『さいはての島へ』の初期三部作が1968年から1972年までの間に書かれている。『帰還』は、『さいはての島へ』から18年後の1990年に出版された。副題として「最後の書」とされていたが、ル＝グウィンはさらに続刊2冊を書き、シリーズは最終的に全6冊となった。
『帰還』は、第二作『こわれた腕環』のヒロインだったテナーの25年後の物語である。物語上では出版に要したほどの時間は経っておらず、前作『さいはての島へ』とほぼつながっている。しかし、初期三部作を通じて中心人物としての役割を果たしてきた魔法使いゲドは、本作からその座を降りることになった。
また本作以降、物語の焦点は魔法使いの能力から魔法の男女の違いへと移っていく。このことは魔法に限らず、日常生活におけるジェンダーや世界観の違いにまで及んでいる。
『ゲド戦記』シリーズの日本語版翻訳者清水真砂子によれば、『帰還』の物語では、フェミニズム、男の占有物としての魔法、次代への継承とその予言が扱われている。
ストーリー上はそれまでの三部作の続きを語りつつも、女性の視点が取り入れられ、それまでの作品世界を見直し、語りほぐすものとして、シリーズの方向性の転換点となった作品である。
『帰還』は、ネビュラ賞とローカス賞を受賞した。

## 文脈と設定
（以下の固有名詞の表記は、清水真砂子翻訳による岩波書店版に従う。）

### 時系列
『帰還』の時間軸は前作『さいはての島へ』と同一である。『さいはての島へ』は、アレンとゲドが竜のカレシンによってセリダーからロークに運ばれ、さらにカレシンがゲドを乗せて飛び去ったところで終わっていた。『帰還』では、第3章「オジオン」でオジオンが死の直前に西の空に目をこらし、「竜か―。」とつぶやく場面があり、つづく第4章「カレシン」において、カレシンがゲドをゴントに連れて帰ってきたところで物語がつながる。
したがって、第三作から本作までの時間はゲドにとってみれば、ロークからゴントへ竜に乗っての一飛びの間である。一方、『さいはての島へ』に登場していないテナーにとっては、本作で彼女がゴント島のル・アルビに来たのは25年前だと語られている。

### 竜人伝説
アースシー世界では天地創造のはじめ、人と竜はひとつであり、身体には大きな翼があり、真の言葉を話していた。しかし、空を飛んで勝手気ままを求める者たちと、富や財宝や知識を集めるのに熱心で、手に入れたものを蓄えるために家を建て、塀をめぐらして生活する者たちとに分かれていった。その中には竜として生まれた人間や、人間として生まれた竜がいた。この「竜人の伝説」は、本作を読む上で重要な鍵となっている。

### テハヌー
『帰還』に登場する少女テルーの真の名であり、本作の原題。
オジオンの家の戸口から見えた、高い夜空にまたたく二つの星のひとつで、カルガドのアチュアン島では「白い夏の星」としてテハヌーと呼ばれていた。この星はハード語圏では「白鳥の心臓」、ゴント島のゲドの故郷では「矢」と呼ばれていた。
また、「テルー」はテナーが少女を引き取ったときに付けた名前であり。カルガド語で「（炎を上げて）燃える」を意味する。

## 主要登場人物
テナー（ゴハ）オジオンに魔法を学ぶが、家庭の主婦としての生活を選んだ女性。死者の国から傷ついて戻ってきたゲドを介抱する。
ゲド（ハイタカ）魔法使いでロークの大賢人だったが、死者の国への旅で魔法の力を失う。
テルー（テハヌー）虐待を受け、心身に傷を負った少女。
コケル・アルビの村の女まじない師。コケばば。
アスペンル・アルビの領主の館の魔法使い。
カレシン竜の長老。

## プロットの概要
テナーはゴント島でゴハと呼ばれ、かしの木村の農園主ヒウチイシと結婚し、二人の間には息子ヒバナと娘リンゴが生まれていた。子供たちが成長して家を出、ヒウチイシの死後は、残された農園を彼女が運営した。友人ヒバリの知らせから、テナーは虐待を受け顔と右手に大火傷を負った少女を知る（第1章「できごと」）。彼女は少女をテルーと呼んで引き取る。1年以上たったころ、オジオンが病気との知らせがあり、テナーはテルーを連れてル・アルビの村外れにあるオジオンの家へ向かう。その途次、4人組の男たちに絡まれそうになるが、切り抜ける（第2章「ハヤブサの巣へ」）。
オジオンはテナーが着いた翌日に亡くなる。領主の館と港町から魔法使いがやってきて、オジオンの亡骸をそれぞれ引き取ろうとするが、テナーはオジオンの遺志を伝えて森に埋葬させる（第3章「オジオン」）。
テナーが高山大地の岩棚で海を眺めていると、空の彼方から竜カレシンがゲドを乗せて飛んで来る（第4章「カレシン」）。ゲドは意識を失っていたが、まじない師のコケの看護もあって回復する（第5章「好転」）。
ゲドは魔法の力を失っており、人を避けた（第6章「悪化」）。ハブナーからの船が港に入り、レバンネン王の戴冠式に大賢人を招くため王の使者がオジオンの家を訪れる。テナーはゲドを逃がし、かしの木村の農園に向かわせる（第7章「ネズミ」）。
機織りのオウギの家を訪れる際、テナーは革帽子を被った男が領主の館に向かうところを見かける。その男は、街道でテナーとテルーを待ち伏せていた4人組の一人だった。テナーがオジオンの家に戻ると、テルーが家の中で隠れており、彼女から革帽子の男がやってきたこと、その男がテルーを虐待した仲間であることを知る（第8章「タカ」）。
翌日、テナーは領主の牧草地の人足から革帽子の男がハンディと呼ばれていることを聞き出す。そこへ領主の館の魔法使いアスペンが現れ、テナーに対して軽蔑と憎悪をむき出しにする。アスペンがテナーに杖を向け、呪いをかけようとしたところへ王の使者がやってきて、その場は収まる。しかしその後、テナーの身の回りに異変が起こり、まじないをかけられたことに気づく。テナーは頭が混乱し、言葉が出てこなくなりつつも、テルーに旅仕度させて港町に向かう。ハンディに追跡され、テルーに触られるが、かろうじてハブナーからの船に迎え入れられる（第9章「ことばを探す」）。
テナーを船に引き上げてくれた若者は、レバンネン王だった。王は船でテナーとテルーをヴァルマス港まで送る。テナーはレバンネンやロークの風の長と話し、ロークの賢人会議において、会議中一言も物を言わなかった様式の長が突然カルガド語で「ゴントの女」と発言したことを聞く（第10章「イルカ号」）。
テナーはヴァルマスで娘のリンゴに会い、テルーを連れてかしの木村の農園に戻る。ゲドは農園にはおらず、山でヤギ飼いをしていた。テナーは村の女まじない師ツタにテルーを弟子にしてくれないかと相談するが、断られる。その夜、ハンディら3人の男がテナーの家に侵入を図り、山を降りてきたゲドが熊手で撃退する（第11章「わが家」）。
夜が明け、男たち3人は奥の山で女を虐待した挙げ句に殺して逃げていたことが判明する。3人のうち1人はゲドが倒しており、逃げた2人も追手に捕らえられる。テナーは、殺された女がテルーの母親だったと推察する。その夜、テナーとゲドは親しく語り合い、抱擁する。ゲドは農園で働くことになり、テナー、テルーと同居して冬を過ごす（第12章「冬」）。
春、テナーの息子ヒバナが家に帰ってくる。テナーの推測では、ヒバナは海賊の下請けとして盗品を運んでいたが、王の部隊によって海賊は壊滅していた。農園の所有権を主張するのみで家事を覚えようとしないヒバナにテナーは愛想を尽かし、ル・アルビでコケの病が重いとの知らせを受けて、ゲド、テルーとオジオンの家に戻ることを決める。3人は出発するが、ル・アルビに近づいたところで呪いにかかってしまう。テナーとゲドはテルーの制止を聞かずに領主の館に向かい、アスペンに捕まる。アスペンはクモの信奉者だった（第13章「賢人」）。
テルーは崖から西を向いて立ち、テナーの夢の中で聞いた名前を呼ぶ。その後コケの家でアスペンの呪いにかかっていたコケを救う。翌朝、テナーとゲドは岩場の先端に立たされ、アスペンはゲドにテナーを突き落とすよう命じる。そこへカレシンが飛来し、テナーとゲドの頭越しに炎を吐いてアスペンたちを焼き払う。カレシンはテルーを長い間探していたと話す。テルーは「ほかの風に乗って、ほかの人たちがいるところへ」行こうと促すが、テナーとゲドを連れて行くことができないと知り、二人とともに残ることを決める（第14章「テハヌー」）。

## 出版と反響

### 出版
『帰還』は1990年にアテネウム・ブックスから出版された。『ゲド戦記』シリーズ第三作『さいはての島へ』（1972年）の発表から18年を経ており、「最後の書」との副題が付されていた。なお、清水真砂子翻訳による日本語版は1993年に岩波書店から出版されている。
しかし、『帰還』の発表から11年後の2001年に短編集『ドラゴンフライ』と長編『アースシーの風』が相次いで刊行されたことにより、『帰還』は最後の書ではなくなった。また、日本語版では『アースシーの風』が「ゲド戦記V」として2003年に出版され、短編集は『ゲド戦記外伝』と題して2004年に出版された。後にこの2冊は順番が入れ替えられ、短編集が『ドラゴンフライ』と改題されて「ゲド戦記V」に、『アースシーの風』が「ゲド戦記VI」となった。

### 反響
『帰還』の出版は、予期しなかったシリーズの続編登場であること、それまでの主人公だったゲドの役割の変化に対して大きな反響が寄せられた。
「カーカス・レビュー」は、「そう、竜が出てくる。しかし、ここでは人間の物語とその意味が第一だ。ゲドとは違い、ル＝グウィンの力は衰えていない。」とし、ゲドとテナーは中年を過ぎて動作が鈍くなっていることが反映されているが、「若い読者もこの完璧な作品、詩的な文章、思慮深い哲学、力強い比喩、申し分なく想像された世界に魅了されるだろう。」とコメントした。
また、「サイエンス・フィクション・レビュー」は、この小説を次のように要約している。「どこにいようと、どんな境遇にあろうと、偉大な人々には偉大な出来事が起こる。素晴らしい物語であり、見事な『アースシー物語』の頂点である。」。
評論家のショーン・ガインズは、『帰還』はアースシーの初期三部作の改訂あるいは再解釈だと述べた。物語は静かで思慮深く、平凡なものの重要性を認識し、権力は求めるものではなくむしろ手放すべきものであることを教える。多くのファンタジーにありがちな「圧倒的な壮大さ」に引き込まれることを拒んでおり、ル＝グウィンの最高傑作だと称賛した。
シャラダ・バーヌによれば、ル＝グウィンによるこの再解釈は、初期三部作では言外に家父長制的（少なくとも男性的）な視点から書かれていたアースシー世界についての、よりバランスの取れた見方である。
その一方で、英雄ゲドの没落を受け入れられない保守層からは批判された。『ゲド戦記研究』の著者織田まゆみは、「魔法の力を失ったゲドは格好悪い」、「『ゲド戦記』シリーズは前半だけがおもしろい」といった感想があることを紹介している。
『帰還』は1991年のネビュラ賞 長編小説部門を受賞し、ル＝グウィンはネビュラ賞で最優秀小説賞を3度受賞した最初の人物となった。
また、ローカス賞 ファンタジイ長編部門を受賞し、ミソピーイク賞にもノミネートされた。

## アースシーを生きなおす

アーシュラ・K・ル＝グウィン（1995年）。

『帰還』発表後の1992年、ル＝グウィンはオックスフォード大学で「アースシーを生きなおす」と題して講演した。この講演において、彼女は初期三部作と『帰還』についてそれぞれ次のように述べている。
『ゲド戦記』シリーズは子どもの本として出版されたので、わたしは社会が承認する"女性役割"を果たしたことになる、行儀よくし、決まりを守っている限り、わたしは自由に英雄たちの国に入っていけた。わたしはその自由が好きで、その自由に条件があるとは思ってもみなかった。しかしいま、たとえ妖精の国であっても政治から逃れることはできないのだということを、わたしは知っている。そういう観点からふりかえると、わたしはある部分では"みせかけの男性"として決まりにしたがって書き、あるところでは"うかつな革命家"として、決まりに逆らって書いたのだといえるだろう。
4作目の『帰還』は、三部作が終わったところから始まる。舞台はこれまでと同じ、階層的に序列化された男性が支配する社会だ。だが、視点を変えたい。つまり、ジェンダーが関わらないような体裁をとりつつも、その実「英雄の伝統」という男性視点からではなく、ある女性の目を通じて世界は眺められることになる。視点をジェンダー化することを、今回は隠すことも否定することもしない。アドリエンヌ・リッチの非常に貴重なことばを借りるなら、わたしは『ゲド戦記』シリーズを"改訂"したのである。
初期三部作には慣習に従った「伝統性」としきたりを破った「革新性」の両者が混在しているが、ル＝グウィンはこれらを否定してはおらず、「自由に制限があったとはいえ、そのなかでわたしは自由だった。上手に書いたと思う」と肯定した。そして『帰還』の発表は、過去の罪を償うということではなく「積極的差別是正措置」だと述べた。なお、講演タイトルの「アースシーを生きなおす（Earthsea Revisionned）」について、英語の revision は「見直し」や「改訂」という意味だが、アメリカの詩人アドリエンヌ・リッチ（1929年 - 2012年）によれば、これは「ふりかえる行為、新しい目で見る行為、新しい批判的方針でもって古いテクストに入り込む行為」である。
この講演の前年1991年にはスーザン・ファルーディが第二波フェミニズム以降に起こった揺り戻し問題を『バックラッシュ：逆襲される女たち』として発表し、広範な論争を呼んでいた時期だった。
一橋大学の青木耕平によれば、この講演はル＝グウィンによるフェミニズムへの感謝そしてフェミニストとして創作していくことの宣言であり、なにより『帰還』に寄せられた批判への著者からの応答だった。しかし、このラディカルな創作宣言の先になにがあるのか、当時は誰も想像できなかった。本講演録の日本語翻訳版を雑誌『へるめす』第45号に掲載した清水真砂子は、「第四巻をこんなにやせ細ったものとして読んでほしくなかった」と語っており、作家の上橋菜穂子と荻原規子は、ル＝グウィンの死後に追悼号雑誌の対談企画において『帰還』発表時を振り返り、そのフェミニズム要素の前景化を主な理由として「これは受け入れられないという気持ちが強かった」（上橋）、「容認できなかった」（荻原）と述べた。
これについて織田は、シリーズ前半の3冊に関しての確固たる評価に比べ、後半の3冊の評価は現在進行形だとする。とくに前3冊の、精緻で均斉のとれた描写、静謐で思索的な雰囲気を愛する人にとって、後半に色濃く出てきた「政治的」要素は戸惑いを与えがちだと述べている。

## 主題

### 女性視点
『ゲド戦記』シリーズ最初の3冊と次の3冊との間には、刊行年の開きだけでなく内容の上でも多大な違いがある。作者のル＝グウィンもこのことを認めており、自身で「第一の三部作」、「第二の三部作」と区分して呼んでいる。
シリーズ初期三部作の革新性は、人種やエスニシティの面で顕著だった。主人公ゲドの肌の色はアメリカ先住民をモデルとした褐色であり、これはファンタジーの定石を破り、アースシー世界は「多島海」に象徴されるようにさまざまな人種・民族が共生し、いわば後の多文化主義を先取りするような設定を持っていた。一方、『帰還』から始まる「第二の三部作」の革新性は、主にジェンダー面で現れる。
初期三部作が刊行された1960年代から70年代初頭にかけて、アメリカでは人権運動の高揚期であり、公民権運動やウーマン・リブなどマイノリティの権利を求める運動が盛り上がった。しかし1980年代になるとその反動として「強いアメリカ」を標榜する保守勢力が台頭する。
『帰還』の出版に先立つ1988年、ル＝グウィンは1970年代半ばには男性中心の小説を書かなくてもよいという自信を持ったと語っている。初期三部作において、偉大な魔法使いとしてのゲドを中心にしたヒロイック・ファンタジーとして描かれたアースシー世界を、フェミニズムによって改訂したのが『帰還』だった。
織田によれば、本作のもっとも大きい意義は、それまでの三部作が「相対化」されたことにある。『帰還』は、男の英雄が世の中のために行為をなすという「男が律する英雄主義」の土台を突き崩し、解体する視点を持っている。例えば、冒険に対する日常、英雄に対する一般の人々、孤独に対する人々の結びつき、支配と従属のヒエラルキーに対する相互に影響しあう関係、男と男の関係に対する女と男あるいは女と女の関係など、世の中心にあって存在意義を自明とする人たちに対し、それまで「他者」として扱われていた人々が「おまえはだれか？」ということを改めて問い返す視点である。
作中において、カレシンにゴント島へ運ばれ、意識を失っているゲドに、テナーは次のように問いかける。「あの迷宮では、いったい、どっちがどっちを救ったんだったの、ゲド？」。
この問いかけは、直接的には『こわれた腕環』のアチュアン脱出を指しているが、同時に初期三部作に対する問いかけでもあり、作者ル＝グウィンが「アースシーを生きなおす」で語った女性視点によるシリーズの改訂と呼応している。
こうして『帰還』では、初期三部作の背後にあった男女関係のアンバランスが前景化されるが、しかしその解決は現在進行形のままで、物語を閉じる。
「最後の書」という副題を持ち、初期三部作を改訂しアースシー世界全体を締めくくる完結編として意図された本作だが、結果として新アースシー世界の始まりを告げる「黎明の書」となった。

### 日常生活の価値
『帰還』では、『こわれた腕環』のヒロインだったテナーのその後の人生が明らかにされる。彼女はゴント島でオジオンの弟子としてゲド同様に魔法や学問を教えられたが、自分の意思でオジオンの元を去っていた。
やがてテナーはゲドと再び会うが、彼は力を失っており、かつての強大な力を持つ魔法使いと大神殿の神の代理者という立場から、いわば素に戻った人間同士としての再会である。
『帰還』の物語の特徴として、テナーが自分の意志で行動に移ったことがほとんどないということがある。例えば、第1章でテナーはテルーを救うが、その出会いはヒバリから頼まれて彼女の家に出向き、テルーがそこに運び込まれていたことによる。オジオンを看取るときも、使いの者が知らせに来て、呼ばれて出かける。つまり他者の要請があってそれに彼女が応え、引き受けていく。清水は、人はいろいろな選択をして生きているように自分では思うが、実は外からの要請に応えているだけであり、自分の意思で決定していけることはほとんどないということを、作者のル＝グウィンも考えていたのではないかと述べている。
また『帰還』のテナーは、男に頼らず働く自立した女性であり、テルーを匿う母親であり、ゲドと愛し合う恋人でもある。
しかしテナーは、傷ついて守らねばならないテルーという存在に対して、彼女自身が無力であることの不全感に苦しむ。魔法の力を失ったゲドもテナーの傍らに寄り添い続けるほかない。
これについて、青木はマージョリー・シャエヴィッツが「スーパーウーマン症候群」（1984年）として唱えた概念を示している。それは魅力的な女性、家庭的な母、政治的なフェミニストのすべてでなければならないという強迫観念であり、背後には、福祉国家の解体と並行して起こった新自由主義の進展がある。
ル＝グウィンは、『帰還』刊行前の1989年に次のように述べている。
人々は私がスーパーウーマン症候群を奨励していると指摘する。違う。私たちは全員がスーパーウーマンになることが求められている。私が求めているのではない、社会がそうなることを求めているのだ。
さらにル＝グウィンは1992年の講演「アースシーを生きなおす」において、『帰還』について、資本主義社会で売り物とすべきものを持たない三人が一つの家族を作っていく話だと説明している。
物語では、テナーとゲドが守ろうとした小さな命によって、二人は土壇場で救われる。これについて愛知淑徳大学の後藤秀爾は、障害を抱え心に傷を追ったがゆえに、テルーは愛するものを守る力を持つのであり、愛に報いようとする無垢な魂のひたむきさが、人の心を動かす大きな力になると述べる。そして、病や障害という、一見マイナスに見えることの中に大きなプラス面が隠されているという人間存在のパラドックスによって、シリーズ全編の冒頭に置かれた『エアの創造』の言葉が、より深い意味を持って立ち現れてくるとしている。「光は闇の中にこそある」と。
一方で、『帰還』のこの結末について、SF・ファンタジー作家のジョー・ウォルトン（1964年 -）は、テルーが竜を呼び出してテナーとゲドを救ったことに疑問を呈し、作品として非常に問題があると述べている。ウォルトンによれば、この物語においてル＝グウィンは女性の家庭生活の重要性・中心性を強調するが、邪悪な魔法使いや男たちに対して竜に助けを求めるのは安易に過ぎる答えである。それができるならなんでもごまかしが効く。よく生きることよりもむしろ竜を呼び出すことの方が重要だと示していることになり、ル＝グウィンが二枚舌を使っているように感じたと述べている。

### 魔法とジェンダー
魔法の力を失ったゲドがゴントに戻る、その少し前に彼の師オジオンも亡くなる。『帰還』ではこのようにして優れた魔法使いたちの終焉が描かれる。
『ゲド戦記』シリーズの中で本作は、魔法の力による支配と男性中心主義的な世界秩序に疑義を突きつけるものの、それに代わるべき世界への入り口がまだ見えない過渡期に当たっている。
レバンネン王の使者たちがゲドを探してゴントにやってきた時、テナーはゲドを逃がすためにオジオンが遺した呪文書のページを破って書きつけとし、テルーに届けさせる。魔法の力を失い普通の男として生きていこうとするゲドと、魔法使いにならずに普通の女として生きることを選んだテナーを結ぶ手段として、呪文書にメモされた日常語が使われるところに、日常生活の価値復興と魔法世界の衰退という物語全体のテーマの流れが象徴されている。
女性視点は魔法そのものにも向けられる。アースシー世界では魔法は男の占有物であり、男の魔法使いは自らの魔法に全精力を傾けるため、禁欲を守っている。かつてのゲドも例外ではなく、コケはゲドを「十五の男の子」に例えた。
魔法使いが女性をあからさまに蔑視する典型がアスペンである。アスペンはテナーに対して「女の舌はどんな盗みより悪い」と言い放ち、女性への嫌悪を露骨に示す。物語終盤にはテナーに魔法をかけて四つんばいにさせ、「ビッチ」と呼んで嘲る。彼はロークの魔法教育が歪められた形で発展した姿といえる。
また、ロークの風の長は、ロークの賢人会議で後継の大賢人を決めることができず、「ゴントの女」という言葉を唯一の手がかりとしてゴント島にやってくる。王の船の上でテナーと風の長は言葉を交わすが、彼は女が大賢人になるなどとは想像もできない。風の長は礼儀正しいが、テナーの話に耳を傾けない点では彼もアスペンと変わらない。
これらについて、織田は「男の真のパートナーは男しかいない」という了解のもとに、男だけですべてを決定しようとする連帯関係すなわち「ホモソーシャル的欲望」があることを指摘している。
女が扱う魔法については、「もろきこと、女の魔法のごとし。邪なること、女の魔法のごとし。」ということわざが本書や第一作『影との戦い』で引用されている。
しかし、テナーと女まじない師コケとの対話から、実際には女性の魔法も男性の魔法も同じくらい強力であることが示されていく。
歌うように語るコケに対して、テナーは「わたしは問いつづけるわ」と答える。テナーのこの言葉は、初期三部作から20年近い歳月を経て、女性の視点を前面に押し出した本作を上梓したル・グウィン自身の決意表明ともいえる。

### 竜と人間
竜と人間の関係は、『ゲド戦記』シリーズの大きな特徴となっている。アースシー世界の歴史において、竜と人間は本来同一の存在であり、魔法を発動させる真の言葉とはもともと竜の言葉である。しかし、その後自由と野生を求める竜と定住と文明をめざす人間に分かれ、棲み分けがなされた。物語では、竜のほかにも竜と人間を兼ね備えたものが登場し、魔法世界の始まりと終わりの鍵を握る存在となる。
シリーズ第一作の『影との戦い』では、竜は人間を脅かす敵として登場している。しかし、『さいはての島へ』に至る初期三部作の流れの中で、次第に肯定的な面が付与され、悪役から脱していく。
『帰還』以降、竜と人のつながりがアースシー世界における魔法の鍵を握るものとされ、この主題はシリーズ最終巻まで物語の中心であり続ける。同時に、竜と人とのつながりを示す歌や物語の語り手や聞き手として女性たちも重要になる。物語の序盤でオジオンの家に向かう道すがら、テナーがテルーにキメイ村の老婆の話を語ることで、竜の記憶と「もうひとつの風」の歌（上掲）が読者にも共有される。
カレシンがゲドを運んでゴントに飛来したとき、テナーはカレシンと言葉を交わす。オジオンから太古の言葉を習ったテナーは、竜の言葉を理解できる。しかし、人は竜の目を見てはならないといわれているにもかかわらず、テナーはカレシンの目を凝視し、両者は見つめ合うがなにごとも起こらない。この物語における竜と女性との運命的なつながりが示唆されている場面である。
また、テルー（テハヌー）は、存在そのものにジェンダーへの問いかけを含んでいる。織田によれば、彼女は弱者すなわち男性中心の社会で周縁に追いやられ、沈黙させられた「他者」である。虐待を受けて焼けただれた彼女の姿は、社会の隠された暗部を露呈しており、恐ろしさと同時に野性的な竜のイメージにつながっている。
最終章「テハヌー」において、カレシンはテルーにテハヌーと声をかけ、「子ども」、「わしの子」と呼ぶ。テハヌーが少女ではなく「子ども」と呼ばれるのは、人間のジェンダーを超えた存在であり、「わしの子」と呼ばれるのは、人間と竜の太古の同一性を証明する存在だからである。
こうして、他者性の象徴ともいえるテルー（テハヌー）が物語を導く大きな役割を担うことが暗示される。

## 翻案
2006年のスタジオジブリのアニメ映画『ゲド戦記』では、『帰還』の設定を映画の物語の背景として用いている。本作の魔法使いアスペンをクモに置き換える形で、ストーリーには第三作目『さいはての島へ』でのゲドとアレンの旅を導入している。テナーやテルーの人物造形は原作とはかけ離れており、とくにテルーの改変は著しい。
後藤は、映画ではテルーがテナーとゲドを危機から守ったことで、アレンの心を救う結果になっているが、「光は闇の中にこそある」というパラドックスが描ききれておらず、テルーによる突然の竜への変身には納得感が生まれないとしている。
織田は、『帰還』はすでに述べてきたようにシリーズを方向転換した作品であるにもかかわらず、映画は父子関係、男同士の関係を当然のように主軸にして描いているとし、原作の核となる認識の欠如こそが映画化失敗の決定的要因ではないかと指摘している。